# Прапор герцогства Бретань
Прапор герцогства Бретань (Чорний хрест, Kroaz Du, фр. Croix Noire) — прапор Бретані, який використовувався як емблема незалежного герцогства в пізньому середньовіччі. У бретонській мові, kroaz означає хрест і du означає чорний.

## Витоки

Прапор, що приписується бретонським та французьким лицарям у битві Тридцяти у 1351 році під час Бретонської громадянської війни.

Середньовічна версія Кроаз Ду

Існує невизначеність щодо хронології його походження. Він явно еволюціонував від прапорів хрестоносців, і деякі дані свідчать про те, що чорно-білі кольори були взяті з горностаєвого хутра, які утворювали герб герцогів Бретані (прийнятий на початку XIV століття і також використовувався як штандарт під назвою простий горностаєвий прапор).
Загальновідомо, що воїни Першого хрестового походу використовували емблему Червоного Хреста (пізніше відомого як Хрест Святого Георгія). Прапори з хрестами різних кольорів для різних народів вперше почали використовувати хрестоносці приблизно з 1188 року. Однак до Третього хрестового походу приєдналися дуже мало бретонських баронів, тому більш імовірно, що найдавніший Kroaz Du був подарований П'єру I, герцогу Бретані, Папою Григорієм IX у 1236 або 1237 році.

## Пізньосередньовічне вживання

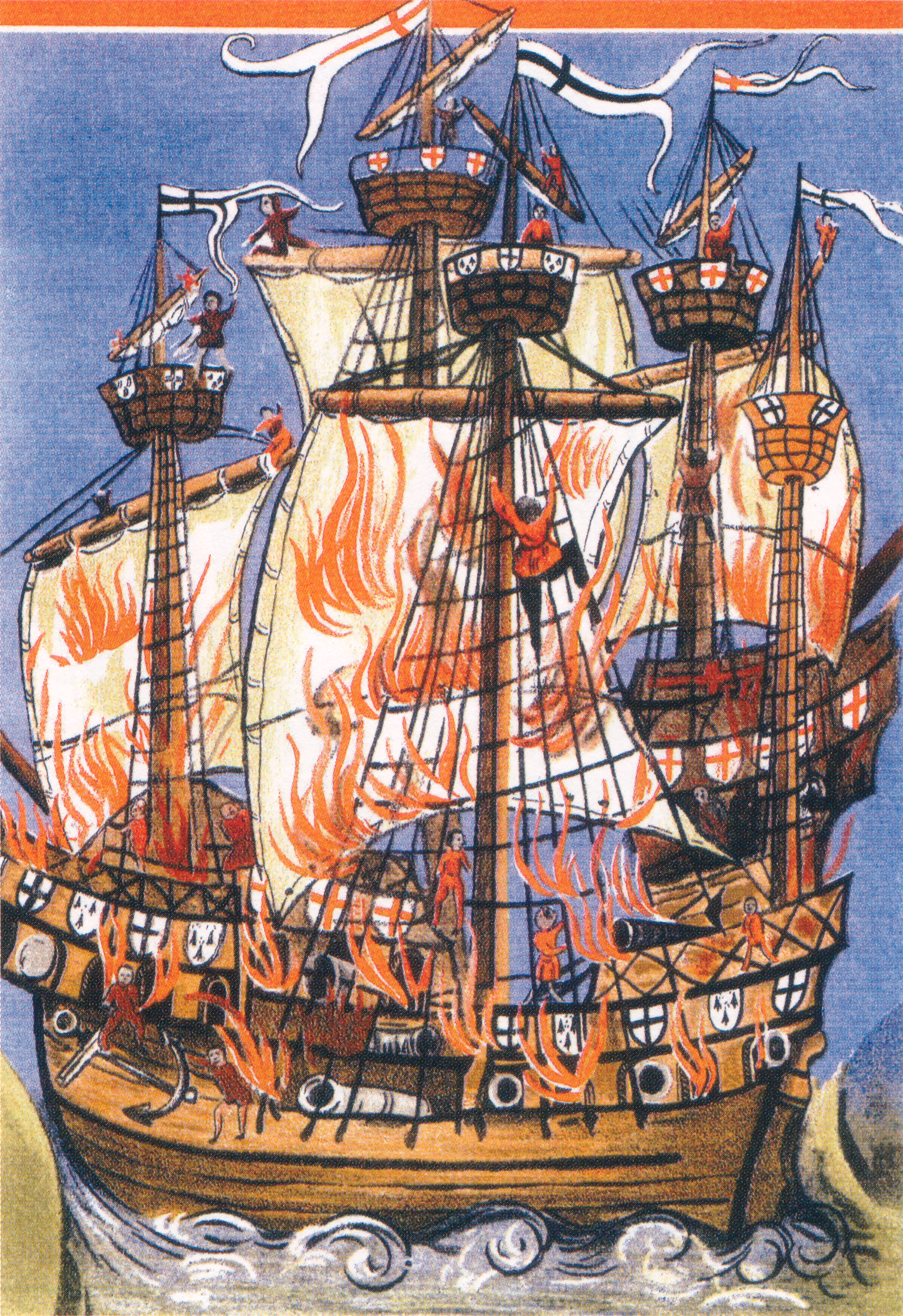
Сучасна ілюстрація бретонського військового корабля «Кордельєр» та англійського військового корабля «Регент», що палають, у битві при Санкт-Матьє 10 серпня 1512 року. Обидва літають бандеролі: бретонський Kroaz Du та англійський прапор Святого Георгія. Бік кордельєри прикрашений щитами з гербом герцога.

Чорний хрест став широко використовуватися як емблема бретонських солдатів та як прапор для кораблів з кінця Столітньої війни у XV столітті. Воюючі армії тоді ідентифікували себе за допомогою прапорів, успадкованих від хрестових походів: червоний хрест на білому для англійців, білий хрест на синьому або червоному для французів, чорний хрест на білому для бретонців.
Його часто поєднували з герцогським гербом, звідси й прапор із горностаєвими цятками в кожній чверті.
Деякі мініатюри XV століття зображують події попереднього століття (на початку Столітньої війни), зображуючи бретонських лицарів з чорним хрестом, але достеменно невідомо, чи воювали бретонці під цією емблемою протягом того століття.

## Пізніше використання
Kroaz du був прапором, що представляв Бретань на морських картах XVI століття. Після анексії 1532 року жодного договору про унію так і не було укладено, тому для бретонських кораблів адміралтейство Бретані продовжувало використовувати прапор із чорним хрестом (зі зміненим дизайном).
Він також залишався основою для прапорів Нанта та тимчасово для прапорів Сен-Мало та Бреста.
Чорний хрест був значною мірою забутий після Французької революції, але деякі католицькі групи та скаути знову використовували його наприкінці ХІХ століття.
Протягом ХХ століття цей прапор був значною мірою замінений прапором Gwenn ha du. Останній використовується поміркованими націоналістами та широкою громадськістю, включаючи обласну адміністрацію.
Kroaz du відродився з кінця 1990-х років і недовго вважався емблемою правих бретонських націоналістів (таких як Adsav), але зараз він стає дедалі популярнішим. На основі середньовічних мініатюр, варіант прапора був прийнятий як емблема міста Геранд у 1999 році. Його також було використано для створення нового прапора Сен-Назера у 2008 році.

Прапор Нанта
Прапор Сен-Мело (XVIII століття)
Прапор Бреста (XV століття)
Прапор Геранд
Прапор Сен-Назера
Прапор Оедіка
Прапор острова Сен
Прапор Пеї-де-Рец

## Схожість з іншими прапорами

Корнуольський прапор Святого Пірана

Цей прапор є негативною копією прапора Корнуоллу, іноді відомого як Прапор Святого Пірана. Зв'язки між Корнуоллом та Бретанню добре задокументовані, але історичні зв'язки між двома прапорами, якщо такі існують, невідомі.
Прапор Об'єднаного Балтійського герцогства схожий за зовнішнім виглядом, але являє собою Північний хрест, а не рівносторонній.